# フリーデル・クラフツ反応
フリーデル・クラフツ反応（—はんのう、Friedel–Crafts reaction）は芳香環に対してアルキル基またはアシル基が求電子置換する反応のこと。1877年にシャルル・フリーデルとジェームス・クラフツが発見したのでこのように呼ばれる。ハロゲン化アルキル又はハロゲン化アシルが触媒（金属ハロゲン化物、塩化アルミニウム等）存在下でカルボカチオンあるいはアシルカチオンとなり、芳香環上の水素に求電子置換する。
求電子置換反応であるが故に芳香環が電子求引性基を有していると反応が起きなくなる。また触媒と反応しうる物質、即ち塩基性物質を含んでいると反応が起きなくなる。

## フリーデル・クラフツ アルキル化反応
フリーデル・クラフツ アルキル化反応(Friedel–Crafts alkylation)は強力なルイス酸触媒を使用しての芳香環のアルキル化、すなわち芳香環へのアルキル基の導入反応である。無水の塩化鉄(III)や塩化アルミニウムを触媒として、基本的にはもとのアルキルの塩素原子の位置で芳香環と炭素-炭素結合を形成する。反応原理としては臭化鉄(III)触媒のもとでベンゼンの臭素化を行うものと似ている。
フリーデル・クラフツ アルキル化の大きな弱点として、ポリアルキル化、すなわち新たにアルキル鎖が導入されることによって芳香環の電子が豊富となり求核性が増し、さらなるアルキル化が起きてしまいがちであることが挙げられる。これは目的生成物の収率を下げることになり、この対策として後述のアシル化の反応が使われる。
また反応に使われる炭素数が3以上のハロゲン化アルキルの塩素原子が第3級炭素以外についていた場合カルボカチオンの転位が発生し、生成物が2種類以上発生しやすくなる。これはルイス酸触媒のもと、カルボカチオンの熱力学的安定性が原因で、水素原子や他のアルキル基ができるだけ安定なカチオンを生成させるために移動することに起因する。例えば1-ブロモプロパンとベンゼンでフリーデル・クラフツ アルキル化を行うとプロピルベンゼンよりもクメンが多く生成する。解決策としてはアシル化の後、アシル基をウォルフ・キッシュナー還元等でアルキル基にすればよい。
アルキル化の数を制御するためにt-ブチル基などの立体障害を利用することもある。
フリーデル・クラフツ アルキル化はハロゲン化アルキル以外を利用するに限らず、他のアルケンやルイス酸から生じるカルボカチオン中間体、エノン、エポキシドでも可能である。例えばある研究成果によればアルケンとN-ブロモスクシンイミド(NBS)から生じるブロモニウムイオンが求電子試薬となって反応する。

## フリーデル・クラフツ アシル化反応
フリーデル・クラフツ アシル化反応(Friedel–Crafts acylation;アルカノイル化(alkanoylation)とも)は塩化アルミニウムのような強力なルイス酸触媒のもと、カルボン酸塩化物を用いて芳香環にアシル基を導入する反応である。この反応は酸無水物を利用して行うことも可能であり、反応条件はフリーデル・クラフツ アルキル化に似ている。
カルボニル基の持つ電子求引性による不活性化により生成物がさらに他のカルボン酸塩化物と反応する、すなわち多置換生成物の発生が少ないことが利点として挙げられる。また、反応する求電子試薬がアシルカチオンとなり共鳴安定化される場合が多く、いったん生成されるとアルキル化のような転位を起こすことがないのが特徴である。
アルキル化の場合は触媒量は微量で良いが、アルカノイル化の場合は多量に必要とする。これは塩化アルミニウム触媒のもとアシルカチオンが生成したときに酸素原子の孤立電子対とアルミニウム原子が相互作用して錯体を形成し、酸素原子上にとどまるために触媒の活性が落ちてしまうためである。
フリーデル・クラフツ アルカノイル化の成功率はそのカルボン酸塩化物の安定性に依存する。例として塩化ホルミルの場合は不安定で単離が難しく、そのためフリーデル・クラフツ反応を介したベンズアルデヒドの合成は、塩化ホルミルができた位置ですぐにフリーデル・クラフツ アシル化反応を行う必要がある。

これはガッターマン・コッホ反応によって、ベンゼンと一酸化炭素、塩化水素をもとに高圧、塩化アルミニウムと塩化銅(I)の混合物の触媒下で合成が達成された。

## 関連文献
- 田中慎二「触媒的不斉Friedel-Crafts反応」『有機合成化学協会誌』第66巻第3号、有機合成化学協会、2008年、249-250頁、doi:10.5059/yukigoseikyokaishi.66.249。